# 本庄和子
本庄 和子（ほんじょう かずこ、1947年7月2日 - ）は、日本の女優、声優。茨城県出身。東京俳優生活協同組合所属。
身長157cm。体重60kg。東京立正高等学校卒業。

## 人物
1968年、舞台芸術学院を経て劇団東演に所属。1978年より東京俳優生活協同組合に所属。
特技は華道。また、太極拳準指導員の資格を持つ。
吹き替えではシャーリー・マクレーン、アン・バクスター、マギー・スミスなどの声を演じている。

## 出演作品

### テレビドラマ

#### NHK
- 大河ドラマ
  - 峠の群像 第16話「女ごころ」（1982年） - 長屋の女
  - 春の波涛（1985年） - 女中
  - 春日局（1989年） - トリ
- 立花登 青春手控え 第21話「影の中の女」（1982年）
- 土曜ドラマ / 白き抗争（1983年）
- 連続テレビ小説 / おしん（1984年）
  - 第227話
  - 第230話
- 新・事件 断崖の眺め 第2 - 4話（1984年）※方言指導
- 真田太平記 第4話「角兵衛騒動」（1985年）
- 続・イキのいい奴（1988年）
- 銀河テレビ小説
  - 独身送別会（1988年）
  - 道づれ（1988年）
- ドラマスペシャル / うさぎの休日（1988年）
- 晴のちカミナリ（1989年）
- NHKスペシャル ドラマ 黄色い髪（1989年）

#### 日本テレビ
- おんな浮世絵・紅之介参る! 第20話「辻斬り浪人」（1975年）
- 俺たちの旅 第9話「男はいつか愛を知るのです」（1975年）
- 俺たちの朝 第20話「三十男とおふくろと男の泣顔」（1977年） - 鎌倉中央病院の看護婦
- 新五捕物帳 第32話「さむらい無情」（1978年）
- オレの愛妻物語 第9話（1978年） - ホステス
- 太陽にほえろ!
  - 第372話「最後の審判」（1979年）
  - 第391話「黄色いボタン」（1980年）
  - 第399話「廃墟の決闘」（1980年）
  - 第462話「あなたにその声が聞こえるか」（1981年）
  - 第506話「消えたロッキー」（1982年）
  - 第569話「ホームラン」（1983年）
  - 第579話「鳩の舞う街」（1983年）
  - 第613話「ヘッドハンター」（1984年）
  - 第678話「山村刑事の報酬なき戦い」（1986年） - 料亭の女将
  - 第702話「教室」（1986年）
  - 第717話「女たちは今……」（1986年）
- 火曜サスペンス劇場
  - 名無しの探偵 第3作「愛の復讐」（1987年）
  - 引き裂かれた夜（1988年）
- 水曜グランドロマン / 最後の結婚詐欺（1990年）
- 木曜ゴールデンドラマ / 松本清張の老春（1990年）

#### TBS
- 時間ですよ 第3シリーズ 第24話（1971年）
- 華麗なる一族（1974年）
- 青春の門・筑豊編 第3話（1976年）
- 三男三女婿一匹 第5話（1976年）
- ウルトラマン80 第46話「恐れていたレッドキングの復活宣言」（1981年） - 淳の母
- ドラマスペシャル / 遙かなりマイ・ラブ（1981年）
- 玉ねぎむいたら… 第22話「これがキッス?」（1981年） - 主婦
- 風にむかってマイウェイ（1984年）
- 乳姉妹 第2話「母の告白は嘘?」（1985年）
- 夏・体験物語 第1話「ロストバージン16歳」（1985年）
- オヨビでない奴! 第3話「アンタの生徒を信じなさい」（1987年） - 文部省の人
- 男女7人秋物語 第8話「妊娠」（1987年）
- 仮面ライダーBLACK 第28話「地獄へ誘う黄金虫」（1988年） - 主婦
- 3年B組金八先生 第3シリーズ 第2話「新人先生は一年生」（1988年） - 辻村美奈の母
- 金曜ドラマ / 十年愛 第2話「運命の結婚」（1992年）
- 東芝日曜劇場 / お兄ちゃんの選択 第4話（1994年）

#### フジテレビ
- 渚より愛をこめて（1976年）
- オレゴンから愛（1984年）
  - 第4話「SPRING4」
  - 第5話「SUMMER1」
- どきんちょ!ネムリン 第10話「バス停くん田舎へ帰る」（1984年） - 主婦
- 月曜ドラマランド
  - 心はロンリー気持ちは「…」II（1985年）
  - 奥さまは不良少女!? おさな妻2（1986年）
- 金曜女のドラマスペシャル / 悪魔からの通告（1986年）
- ザ・ドラマチックナイト / 目には目を（1988年）
- 教師びんびん物語II 第13話「先生はどこへも行かない…」（1989年）
- 金曜ドラマシアター / 主婦たちのざけんなョ!! 第1作（1992年）

#### テレビ朝日
- 大忠臣蔵（1971年） - 塩山家女中
- 超神ビビューン
  - 第19話「友達が弱虫になる? がんばれ三太」（1976年） - 正男の母
  - 第32話「シンドが死ぬ? 大魔王覚悟」（1977年） - 母親
- 俺はあばれはっちゃく 第35話「泣け! 優等生㋪作戦」（1979年）
- スーパー戦隊シリーズ
  - 電子戦隊デンジマン 第10話「魔法料理大好き!?」（1980年）
  - 科学戦隊ダイナマン 第24話「恐怖の彗星大接近」（1983年） - 椎名博士の妻
  - 超獣戦隊ライブマン 第32話「ケンプ、血とバラの謎」（1988年） - 水原和代
- ドラマ・人間 / 横浜米軍機墜落事件（1981年）
- 土曜ワイド劇場
  - 山口線「貴婦人号」SL殺人トリック 哀しい汽笛が津和野に響く（1982年）
  - ねらわれた社長一族（1985年）
  - 実年素人探偵とおんな秘書の名推理 第1作「伊勢志摩同窓会殺人事件」（1986年）
  - 松本清張作家活動40年記念 霧の旗（1991年）
- 西部警察 PART-III 第5話「生命果つるとも」（1983年）
- 特捜最前線
  - 第354話「証言台の女秘書!」（1984年）
  - 第396話「万引少女の告白!」（1984年）
  - 第416話「老刑事・レジの女を張り込む!」（1985年）
- 私鉄沿線97分署（1985年）
  - 第24話「オレの出番だ! ロマンスだ!!」
  - 第33話「心のシグナルが見えますか?」
  - 第51話「もぐって調べて日替りメニュー!?」
- 月曜ワイド劇場 / 今、いじめが爆発する!（1985年）
- さすらい刑事旅情編IV 第21話「南国土佐の殺意・ホテルから消えた女医」（1992年）
- はぐれ刑事純情派 第5シリーズ 第3話「自己破産を望んだ女・カードの誘惑!」（1992年）
- 特捜エクシードラフト 第21話「わたしはサイコ I」、第22話「わたしはサイコ II」（1992年） - 小川絹

#### テレビ東京
- スパイダーマン 第24話「ゴキブリ少年大戦争」（1978年） - 母親
- 大江戸捜査網
  - 第3シリーズ
    - 第446話「金貸し座頭 秘薬責めの罠」（1982年）
    - 第503話「下手人は父ちゃんだ!」（1983年）

  - 平成版 第2シリーズ 第3話「娘スリ・深川慕情」（1991年）

### 映画
- 団鬼六 修道女縄地獄（1984年、にっかつ） - 秋子
- 部長の愛人 ピンクのストッキング（1986年、にっかつ） - 郷原政代

### テレビアニメ
2004年
- MONSTER（リーベルト夫人）

### 吹き替え
- アガサ・クリスティー/サファリ殺人事件
- アボンリーへの道（レイチェル・リンド）
- エニイ・ギブン・サンデー（アン・マーグレット）
- 奥さまは首相～ミセス・プリチャードの挑戦～
- 救命医ハンク セレブ診療ファイル1、2
- グッド・ワイフ1、2
- ゴースト・ストーリー
- サウンド・オブ・ミュージック（修道院長）
- The Love Letter
- 新弁護士ペリーメイスン（デラ・ストリート）
- 天使にラブ・ソングを…（院長）
  - 天使にラブ・ソングを2（院長）
- ホーム・アローン2（ハト女）